# Рауд, Рейн

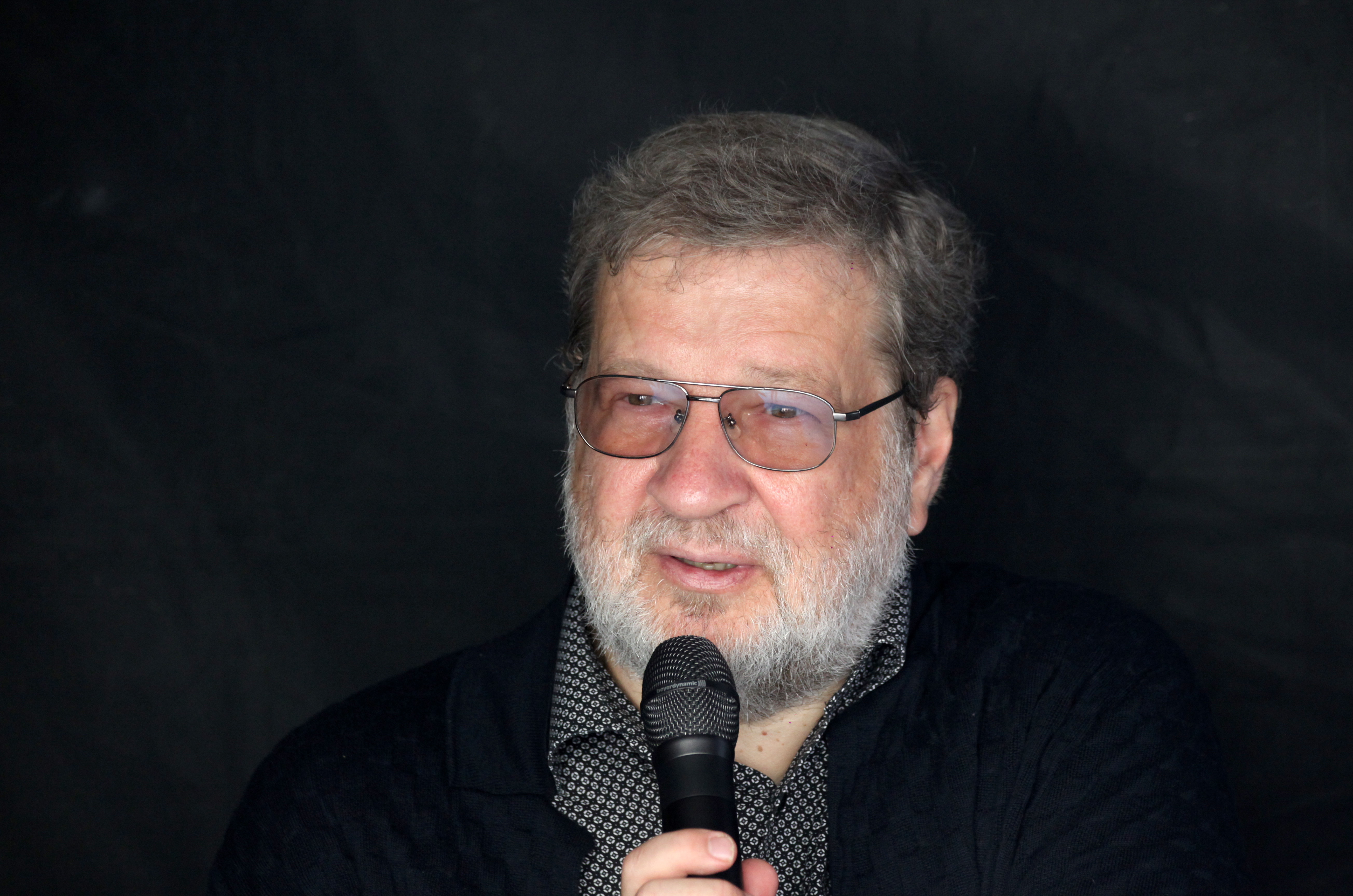
Рейн Рауд (2021)

Рейн Рауд (эст. Rein Raud; род. 21 декабря 1961) — эстонский писатель, японист. Является профессором культурологии Таллинского университета, а также профессором японского языка и культуры Хельсинкского университета. Работал ректором Эстонского гуманитарного института (сейчас является частью Таллинского университета). Признанный интеллектуал и полиглот, владеет более чем 30 языками.

## Биография
Рейн Рауд окончил Таллинскую среднюю школу № 7 в 1980 году. К концу школы он владел кроме родного эстонского и финским, русским, английским, немецким и литовским языками, на уровне общения — французским, венгерским, шведским, испанским, греческим. В 1985 году окончил Ленинградский университет по специальности «Японская филология» (в университете сначала стал изучать персидский язык, но после начала Афганской войны перешёл на кафедру японского языка). В 1993 году Рейн Рауд получил степень лицензиата философии Хельсинкского университета, а в 1994 году степень доктора философии в теории литературы. Диссертация «The Role of Poetry in Classical Japanese Literature: A Code and Discursivity Analysis» опубликована Эстонским гуманитарным институтом.
Преподавал в Эстонском гуманитарном институте и Университете Хельсинки, где стал профессором кафедры мировой культуры. С 2006 по 2011 год Рауд был ректором Таллинского университета. Президент Европейской ассоциации японских исследований.
Как учёный, Рауд занимался исследованиями широкого круга вопросов японской литературы и философии. В своих работах он пытался объединить структурно-семиотический метод изучения литературы и культуры Ю. М. Лотмана с антропологическим и социологическим подходами в целях достижения более целостного понимания культурных явлений. Как автор, Рауд опубликовал четыре сборника стихов, пять романов и несколько сборников рассказов и пьес. Он также хорошо известен переводами японской классической литературы на эстонский язык. В 2010-х годах Рауд начал в Twitter публиковать «Очень короткие рассказы». На русский язык поэтические и прозаические произведения Рейна Рауда переводили Михаил Яснов, Михаил Король, Борис Балясный, Николай Караев.
Рауд также известен своими эссе и критическими газетными колонками, в которых выражал лево-либеральные взгляды и критиковал националистические настроения. В 2003 году он получил премию Эстонского союза журналистов за серию статей с критикой американского вторжения в Ирак и эстонских властей за её поддержку. В 2003—2004 годах принимал участие в философских ток-шоу Vita Brevis на эстонском ТВ.
14 ноября 2012 года вместе с ещё 17 общественными деятелями Эстонии подписал «Хартию 12». В ней подписанты выразили желание, чтобы политика в Эстонии снова стала честной, выступив против монополизации пути к власти парламентскими партиями. Хартия вызвала большой общественный резонанс в Эстонии, так в её поддержку на сайте Petitsioon.ee подписалось около 17,5 тысяч человек (по данным на 23 ноября 2012 года). 21 ноября по инициативе президента Т. Х. Ильвеса состоялся «круглый стол» по преодолению кризиса доверия, в котором участвовали представители парламентских партий, гражданских объединений «Хартия 12» и «Хватит лживой политики!», а также учёных и экспертов.

## Семья
Родители Рейна Рауда — писательница Айно Первик и писатель Эно Рауд. Брат — музыкант и радиоведущий Михкель Рауд, а сестра — художница Пирет Рауд.
Рейн женат на Росите Рауд. У них двое детей: сын Юхан (род. 1988) и дочь Лаура Лийна (род. 1994).

## Премии и награды
- 2001 — Орден Белой звезды III класса[14]
- 2003 — премия Эстонского союза журналистов[8]
- 2004 — ежегодная премия Estonian Cultural Endowment за книгу Hektor and Bernard[15]
- 2007 — Почётный доктор Латвийского университета[16]
- 2009 — Командорский крест Ордена «За заслуги перед Литвой»[17]
- 2009 — Премия в области литературы имени Эдуарда Вильде за книгу Brother[18]
- 2011 — Орден Восходящего Солнца 2-й степени, Золотая и Серебряная Звезда (Япония)[19]
- 2012 — Почётный доктор Университета Витовта Великого[20]
- 2022 — Национальная премия Эстонии в области культуры[21]
- 2024 — Премия Балтийской ассамблеи в области литературы и искусства[22]